# Мануел Алваріш
Мануел А́лваріш (порт. Manuel Álvares; нар. 4 червня 1526, Рібейра-Брава — †30 грудня 1572, Евора) — португальський єзуїт, письменник гуманіст, вчений мовознавець, автор підручника латинської граматики (лат. De institutione grammatica (так званий «Alwar») — виданий в 1572 році в м. Лісабоні, а в 1577 р. також у м. Познані), якою користувалися майже в усіх школах Європи того часу, що перекладена повністю або частково на понад 400 мов світу.
Він був висвячений на католицького клірика в храмі Сан-Бенто у Рібейра-Брава 11 серпня 1538 р. разом з братом Франциско з нагоди приїзду єпископа Амбрузіо Брандао. Близько 1545 р. Алваріш зустрівся з членом новоствореного ордену єзуїтів Ігнатієм де Лойола, який приїхав вилікувати себе від хвороби на острів Мадейра, по дорозі до Індії. Ця зустріч була мотивуючою для того, щоби Алваріш виїхав до Лісабона та увійшов як послушник єзуїтів. У 1546 р. він вступив до Товариства Ісуса.
Його вітали в колегіях під керівництвом о. Сімана Родрігеса ді Азеведу. Згодом він записався до Коїмбрського колегіуму 4 липня 1546 р., де присвятив себе вивченню латинської, грецької (давньої), івриту (а також інших мов, таких як сирійська) та філософії. Він вивчав теологію, стверджуючи, що побоюється втрати свого ідеалу простоти і святості характеру.
Був професором і ректором колегії (1561 і 1566 рр.) в м. Коїмбрі та м. Еворі (1573 р.), де викладав класичні мови (латина, грецька, іврит). Видання Альвара широко використовувалося — також у Речі Посполитій. Лише піари відмовилися від його підручника.
У 1553 р. він вступив на факультет «Колегіо де Санта Антоа», у м. Лісабоні. Священик Алваріш був також поетом елегій.
Серед понад трьохсот єзуїтів, які писали підручники різними мовами, він займає перше місце. Його латинська граматика була прийнята єзуїтами як стандартна праця у Ratio Studiorum. Можливо, жодна інша граматика не надрукована у стільки видань; Карлос Сомервогель у своїй «фр. Bibliothèque de la compagnie de Jésus» присвятив двадцять п'ять колонок списку близько чотирьох сотень видань усіх творів або його частин, опублікованих у Європі, Азії та Америці. Існують також численні переклади на різні мови. Видання на китайській з'явилося в Шанхаї в 1869 році. Дуже цікавим виданням є видане в Японії в 1594 р. з частковим перекладом на японську мову. Англійське видання «Вступ до латинської мови чи перша граматика» з'явилося в 1686 р.. У багатьох виданнях текст Алваріша значно змінюється, в інших — скорочений. Оригінальний твір містить багато цінних пропозицій для вчителя. Це стало більше, ніж проста граматика; це також робота над методом викладання латинської мови та дає уявлення про педагогічну систему старих єзуїтських колегій (Альваристичний метод).
Книга була предметом кількох диспутів. Навіть єзуїти в «Пробному співвідношенні» 1586 р. висловили зауваження щодо розташування деяких частин. Після публікації латинських граматик Де Конрена, ораторіян, Ланселота з Порт-Роялю французькою мовою, робота Алваріша часто переглядалася, оскільки вона була написана латинською мовою, і «передбачалося, що слід вивчити» її перед читанням.
Але були переваги в курсі, за яким слідував Алваріш. Безумовно, для початківців все було пояснено просторіччям; але раннє використання граматики, написаної латинською мовою, привчало учнів говорити й писати цією мовою. Без певної подібної практики ґрунтовне знання мови навряд чи можна отримати, і в минулі століття найважливіше значення мала можливість говорити та писати латиною, яка була універсальною мовою освіченого світу.

## Цікаві факти
У 1769 р. серед учнів єзуїтських шкіл з'явився злісний вірш анонімного автора: «Тільки засвоєна латина від Альвара не зробить добра Батьківщині мого сина».